# Слободан Мандић (историчар)
Слободан Мандић је историчар и аутор монографије Компјутеризација и историографија 1995—2005.

## Биографија
Рођен је 1977. године. Дипломирао је општу савремену историју на Филозофском факултету Универзитета у Београду 2005. Запослио се 2006. у Историјском архиву Београда и од тада редовно објављује приказе интернет сајтова у часопису Годишњак за друштвену историју из Београда, до сада око три стотине различитих веб сајтова, као и научне и стручне радове везане за примену нових технологија у историографији, архивистици и у настави историје. Године 2007. је стекао стручно звање архивисте, 2017. вишег архивисте, а 2022. звање архивског саветника. Учествовао је у међународном пројекту Women and Minority Documentation and Digital Presentation – from Fragmented Data to Integration in the Information Society 2007—2008. Монографију Компјутеризација и историографија 1995—2005. је објавио 2008. Од 2011. је радио као начелник Одељења за обраду и коришћење архивске грађе, а од 2015. до 2023. је био помоћник директора Сектора за обраду и коришћење архивске грађе у Историјском архиву Београда. Од 2011. уређује сајт и профиле друштвених мрежа Библиотеке 20. век. ). Од 2014. до 2018. годинe  је координатор и мeнаџeр пројeкта Први свeтски рат у фондовима и збиркама Историјског архива Бeограда – Онлајн дигитални тeматски водич. Почeтком 2021. годинe покрeћe вeб сајт Дигитална историја - вeб адрeсар, интeрнeт сајтови и дигитални алати: историја, историографија, архивистика. Представник је Србије у европском архивском пројекту Archives Portal Europe network of excellence.

### Монографија
- Компјутеризација и историографија 1995—2005, Београд 2008, стр. 145.

### Чланци и расправе
- Могућности примене Интернета у настави историје у: Херодот. Билтен Удружења за друштвену историју – Еуроцлио, 3, Београд 2003, стр. 20–21.
- Могућности примене Интернета у историјском истраживању у: Херодот. Билтен Удружења за друштвену историју – Еуроцлио, 5, Београд 2004, стр. 18–21.
- New Categories of Historical Sources: E-mail nad Forum. Internet Communication and History in: Review of the National Center for Digitization, 10, Belgrade 2007, p. 40–46.
- Проблем цитирања електронских информација у: Токови историје, 1–2, Београд 2007, стр. 221–232.
- The Yugoslav Women in Politics and Society between the Two World Wars: The Digital Collection of the Daily Newspaper Politika in: Women and Minorities: Ways of archiving, Sofia-Vienna, 2009, pp. 174–180.
- The Association of the University Educated Women in Yugoslavia 1927–1941 in: Women and Minorities: Ways of archiving, Sofia-Vienna, 2009, p. 227–233.
- Women and Minority Documentation and Digital Presentation. The Serbian Case in: Women and Minorities: Ways of archiving, Sofia-Vienna, 2009, p. 258–262.
- Интернет архив и нове врсте историјских извора у: Друштво архивских радника Војводине, Зборник радова са саветовања Нови Сад, 17–18. децембар  2009, Нови Сад, 2010, стр. 277–287.
- Архиви и „Веб 2.0” окружење у: Историјска баштина, Ужице, 2010, стр. 271–278.
- Управљање електронском поштом у канцеларијском пословању у: Модернизација канцеларијског и архивског пословања у регистратурама (пр. Татјана Мишић), Београд 2010, стр. 40–50.
- Internet Archive e nuove tipologie di fonti storiche in: Diacronie. Studi di Storia Contemporanea, N. 8, 4/2011.
- Историјски архив Београда на интернету у: Билтен Историјског архива Београда 1, Београд 2012, стр. 37–38.
- Интерсекторска сарадња баштинских институција културе – неискоришћени потенцијал веба у: Читалиште, Панчево, бр. 22 (мај 2013), 30–33.
- The First World War on the Web – The Case of Serbia In: Proceedings of the Conference on Language and Technologies & Digital Humanities, Ljubljana, 2016, pp. 210–213.
- Digital Discoveries of World War I In: Community as opportunity. the creative archives’ and users’ network (CO:OP), 7/10/2016.
- Russian Emigration and Year 1917. in the Collections of the Historical Archives of Belgrade: Participants of the February Revolution in Belgrade In: 1917. ГОД В ИСТОРИИ И СУДЬБЕ РОССИЙСКОГО ЗАРУБЕЖЬЯ, Москва, 2017, pp. 517–532.
- Руска емиграција и 1917. година у фондовима Историјског архива Београда: учесници Фебруарске револуције у Београду у: Годишњак за друштвену историју, 2017/2, Београд 2018, 83–97.
- „Београд 1918. Ослобођење Београда у Првом светском рату”, каталог изложбе, Историјски архив Београда, Београд 2018.
- Биографическии источники по истории русской эмиграции в Историческом архиве Белграда, Ежегодник Дома русского зарубежья имени Александра Солженицына – 2019, Москва 2020,  с. 318–322.
- Оглед „Мали човек и дигитална историја” у: Нови магазин, 2. IX 2021, бр. 540, стр. 62. / ПДФ
- „Међуархивска, регионална и међународна сарадња” у: Историјски архив Београда 1945–2020, Београд 2021, 145–149.
- „Друштвене мреже” у: Историјски архив Београда 1945–2020, Београд 2021, 157–159.
- Руска емиграција у Београду од 1920-их до 1950-их (са Алексејем Тимофејевим и Миланом Живановић), каталог изложбе, Историјски архив Београда, Београд 2021.
- Коришћење архивских ризница у уметничком стваралаштву у: Ex Pannonia, 26, 2022, Суботица 2022, 51–56.
- ”Digital Repository of the Historical Archives of Belgrade” (with Tijana Kovčić and Jelena Nikolić), In: Archives and Archival Research in the Digital Environment, Ž. Vujošević, N. Porčić (Eds.), Belgrade 2023, 35-44.
- Београд: двадесетe годинe двадесетог века (са Снежаном Лазић и Драганом Митрашиновић), каталог изложбе, Историјски архив Београда, Београд 2024